# Maison Ángel Giner
La maison Ángel Giner (en espagnol : Casa Ángel Giner) est un bâtiment de style moderne catalan construit en 1914 dans la ville de Vinaròs en Espagne.

## Description
Située en face de l'église Notre-Dame-de-l'Assomption, la Casa Ángel Giner est un bâtiment doté d’une façade élégante, exubérante et colorée avec des balcons vitrés au sein d'une tour elliptique semi détachée. Il a été construit en 1914 pour accueillir le commerce familial.
Au-dessus de la porte d'entrée du commerce, figurent les initiales d'Ángel Giner soutenues par deux anges tandis que son nom complet apparait en vitrail sur l'imposte.
Le bâtiment est considéré comme l'un des plus emblématiques et importants de la ville de Vinaròs.

### Source
- (es) Cet article est partiellement ou en totalité issu de l’article de Wikipédia en espagnol intitulé « Casa Ángel Giner » (voir la liste des auteurs).